# Oppo
 (juin 2024).

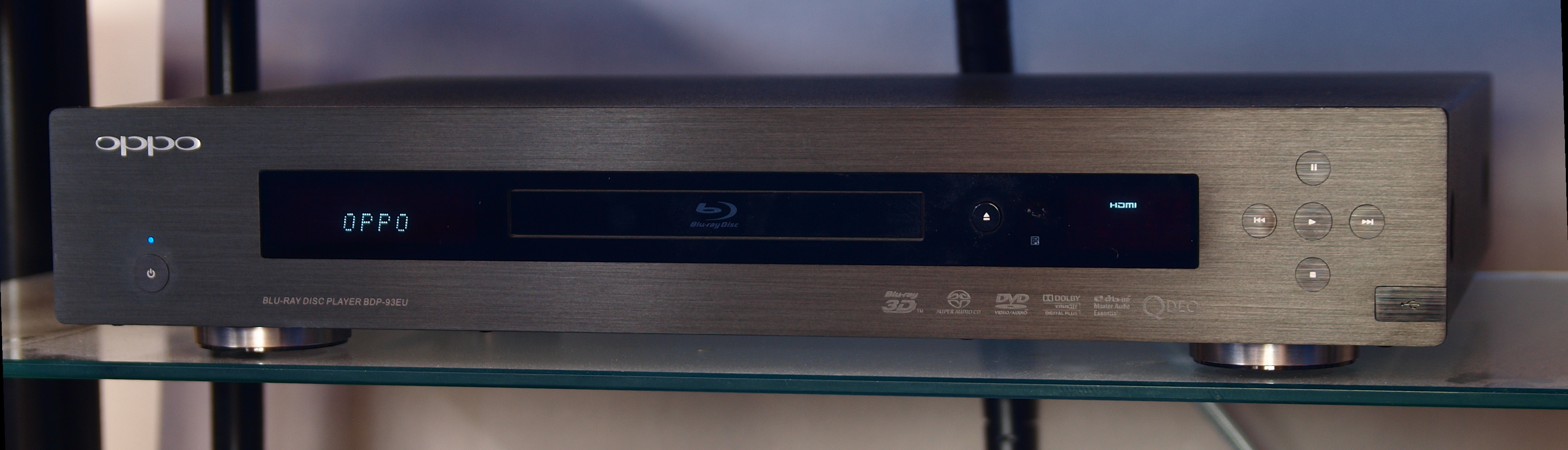
OPPO BDP-93

Oppo est un constructeur de smartphone détenu par la firme multinationale BBK Electronics également détentrice des marques OnePlus et Realme. Au deuxième trimestre 2019 la marque se classe troisième sur le podium des marques de smartphone avec 11 % de part de marché.
Oppo est spécialisée dans la production de smartphones et anciennement de lecteurs MP3, MP4, DVD/Blu-Ray et autres équipements de lecture audio et vidéo.
Dans le secteur de la téléphonie, elle est présente en 2018 dans plus de 48 marchés dans le monde, dans des pays tels que l'Inde, le Japon, l'Australie ; l'entreprise est également présente dans certains pays du Maghreb comme le Maroc ou l'Algérie, au Moyen-Orient et en Asie du Sud-Est.

## Histoire
En 2004, Oppo s'établit en Chine.
Par la suite, l'entreprise sort son premier lecteur MP3 en 2005 puis en 2006 son premier lecteur MP4.
En 2008, Oppo entre sur le marché des téléphones mobiles avec le A103 Smiley face, mais c'est à partir de 2011, avec l'Oppo Find, que la marque s'est véritablement lancée sur le marché des smartphones.
En mars 2015, Oppo s'implante au Maroc. En 2018, Oppo Mobile s'implante en France, en Italie, en Espagne, aux Pays-Bas et en Pologne.
Sur le marché mondial des smartphones, Oppo détenait 8,6 % de parts de marché sur la période d'avril à juin 2018. En 2019, c'est le cinquième constructeur mondial de smartphone avec 8,1 % des parts de marché,.
Le nom de la firme provient de sa prononciation quasi identique au mot « Apple » en anglais. En effet, la plupart des smartphones produits par Oppo à partir de 2015 possèdent une ressemblance absolue avec les modèles de la firme d'Apple, leur permettant de proposer des produits relativement accessibles à la clientèle chinoise, jusqu'à deux fois moins cher, la marque étant devenue majoritaire dans le pays . Cette image de produits haut de gamme directement héritée de la firme à la pomme a permis à Oppo de se démarquer rapidement des autres concurrents chinois, et de se créer une place au sein du marché mondial du smartphone, le système intégré aux smartphones Oppo étant ColorOS, un dérivé d'Android, qui avait pour objectif premier de proposer une interface identique à l'apparence d'iOS, le système intégré aux smartphones d'Apple.
À partir de 2018, la firme chinoise a donc pu créer sa propre gamme de smartphones, cette fois-ci avec un design qui leur est propre, tout en restant dans les tendances du marché. Si bien qu'en 2019, Oppo lance le modèle RENO, qui marque le début d'une nouvelle ère pour la firme, avec le lancement à l'international, la 5G, un processeur doté de huit cœurs logiques, la compatibilité avec les lunettes NReal Light AR, un nouveau système d'appareil photo optimisé par rapport aux anciens modèles, et Android 10. Le modèle rencontre un succès retentissant auprès du grand public, ce qui mena l'entreprise à produire d'autres variantes du modèle initial (RENO2, RENO2 Z, RENO3, etc.), pour petit à petit se hisser en tête de classement parmi les smartphones les plus utilisés dans le monde.
Au premier trimestre 2020, l'institut d'analyse Counterpoint notait que les ventes d’Oppo pourraient être touchées en Chine en raison du ralentissement des ventes en magasins, à la suite du Covid-19.
Au premier trimestre 2021, Oppo devient le premier constructeur de téléphones mobiles chinois avec 21 % de parts de marché en Chine.

## Produits

### Téléphones mobiles

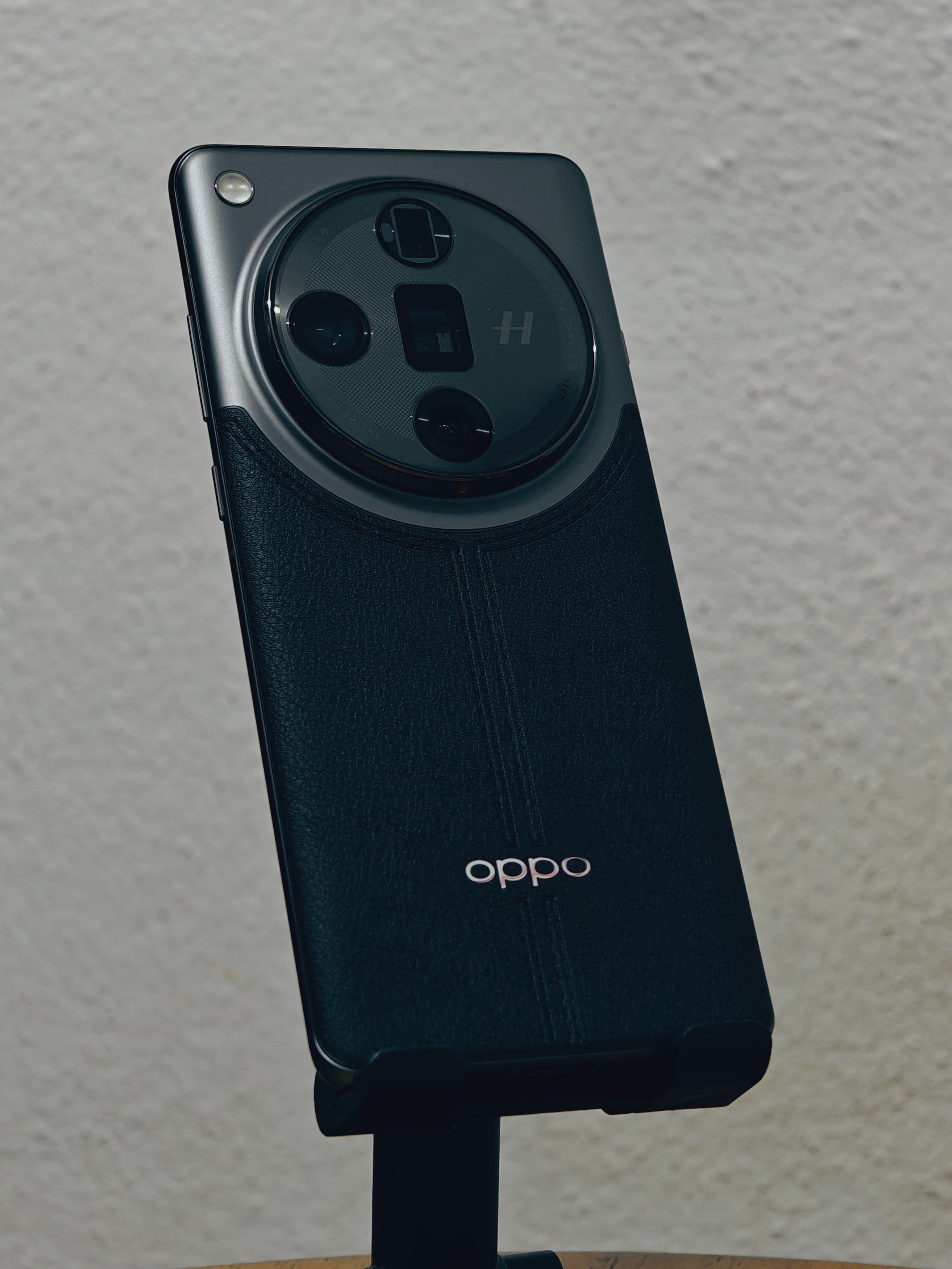
OPPO Find X7 Ultra.

OPPO commercialise ses smartphones sous plusieurs séries, pour chaque marché la marque propose des gammes différentes.
En France, la marque propose à son démarrage 3 séries : Find, R et A, Reno.
Par comparaison en Inde, Algérie et au Maroc, les séries Find, F et A sont proposées à la vente.
En avril 2019, OPPO sort en Suisse sa nouvelle gamme de smartphone 5G, Reno.

#### Liste des téléphones OPPO
Série Find lancée en 2011 avec l'OPPO Finder considéré à l'époque comme le smartphone le plus fin au monde. La marque définit cette série comme la plus innovante de ses séries en proposant un nouveau modèle environ tous les 4 ans, la marque mise sur une R&D importante ainsi que sur un design soigné.
Ses derniers produits en date sont les modèles OPPO Find X3 Lite, OPPO Find X3 Neo et Find X3 Pro.
Série R est la série la plus populaire d'OPPO, elle est située entre le milieu et haut de gamme et se décline en sous-gamme.
Notamment avec la gamme Pro pour les smartphones haut de gamme et en version Neo pour les smartphones milieu de gamme.
Série F : Elle est axée sur les selfies, le slogan utilisé pour cette série est "Selfie Expert".
Série A : Les smartphones de cette série se situent dans le segment d'entrée de gamme.
Série N aujourd'hui arrêtée, cette série a vu le jour avec l'OPPO N1 possédant un capteur photo rotatif utilisé comme capteur avant ou arrière.
Son dernier produit en date est l'OPPO N3.
Série K : Le premier smartphone de cette gamme est le Oppo K1, lancé en Chine le 10 octobre 2018.
Série Reno c'est une nouvelle série de smartphones sortie en 2019, plusieurs smartphones de différentes gammes tarifaires composent la série.
On y retrouve le Oppo Reno 10x Zoom comme son nom l'indique avec un zoom pouvant atteindre x10 presque sans perte (mélange d'optique + numérique).
Le Oppo Reno, version sans le zoom x10, sans encoche comme le Reno 10x zoom ; le Reno Z se caractérise par la présence d'une encoche en goutte d'eau.
En Belgique, Oppo veut bousculer le marché en proposant le premier modèle compatible 5G : l'Oppo Find X2.
Oppo Find X2 pro : Smartphone sorti en France en juin 2020. Écran 6.7 pouces, coque arrière faite en cuir végan ou en céramique.

### Lecteurs Blu-ray

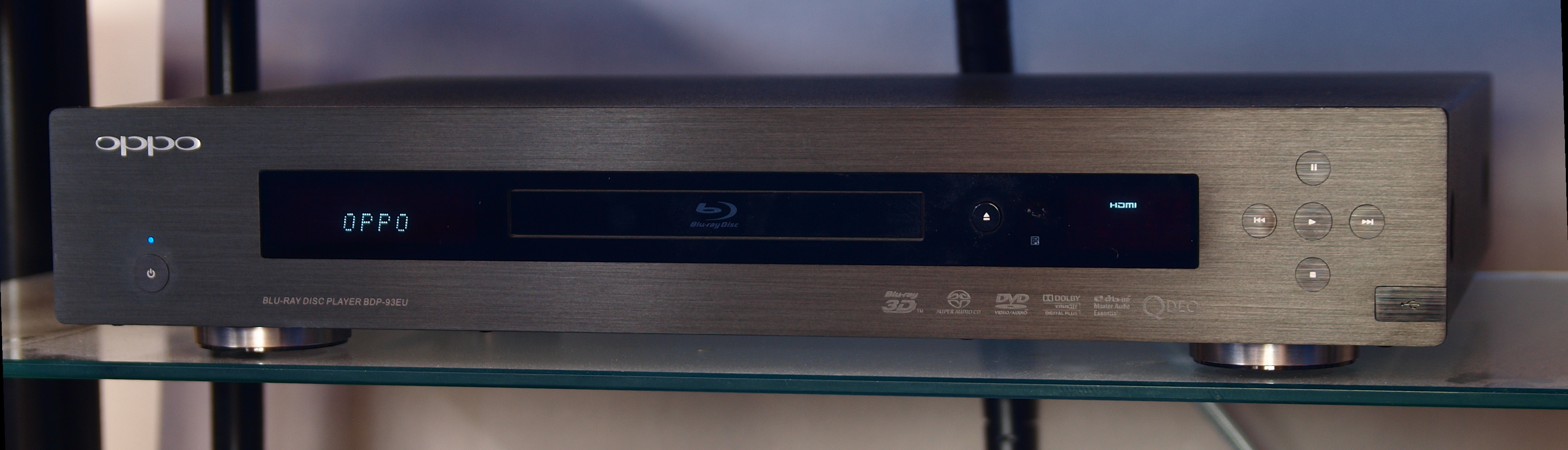
OPPO BDP-93.

Le premier lecteur OPPO universel de disque Blu-ray est le BDP-83.
OPPO Digital lance le BDP-93, en 2010, avec le mode de compatibilité 3D et une double sortie HDMI. Après elle lance le BDP-95 dont la performance vidéo est identique en tout point avec le BDP-93, mais avec une section de sortie audio analogique améliorée. Vers la fin de 2012 les modèles BDP-103 et le BDP-105 sont lancés, équipés de la double entrée HDMI en plus de la double sortie HDMI. En octobre 2013, OPPO Digital lance le BDP-103D, le premier lecteur Blu-ray au monde à être équipé du traitement d'image Darbee Visual Presence. 
En 2017 sortent d'abord l'UDP-203, premier lecteur de Blu-ray Ultra HD d'OPPO (et premier lecteur de Blu-ray Ultra HD au monde à proposer le Dolby Vision), suivi peu après par l'UDP-205, version audiophile du précédent.
Le 2 avril 2018, Oppo Digital annonce à travers un communiqué la fin de ses activités dans les lecteurs Blu-Ray avec une fin de production progressive de ces lecteurs,.

### Casques, écouteurs et amplificateurs
En 2014, OPPO lance un certain nombre de casques et d'amplificateurs haut de gamme. Les deux casques Flagship PM-1 et PM-2, ainsi que l’amplificateur HA-1 sont très appréciés par la communauté audio, Audiophile ON allant jusqu'à affirmer que le PM-2 est « proche de la perfection ». En 2015, la société lance un modèle complémentaire nomade, le PM-3.
Avec la sortie de l'OPPO Find X, la marque a lancé les OPPO O-Free des écouteurs sans fil Bluetooth 5.0 possédant une puce Qualcomm QCC3026.

### Innovations dans les smartphones
- Finder (Le Finder est le plus mince Smartphone OPPO à l'époque)
- Find 5 (Le Find 5 était le premier Smartphone 1080p HD OPPO)
- N1 (L'OPPO N1 est le premier Smartphone au monde avec une caméra rotative[réf. nécessaire])
- R5 (L'OPPO R5 a été le plus mince Smartphone OPPO produit après le Finder)
- N3 (L'OPPO N3 a continué la tradition de la caméra motorisée du N1)
- VOOC Flash Charging (Marque de la technologie de chargement rapide, propre à OPPO)
- PI (Pure Image un logiciel de traitement d’images propre à OPPO)
- OPPO F7 (4 GB / 6GB RAM) ET (128 GB de stockage) (sortie en 2018)
- Oppo Hyper Boost[17] (optimiseur des performances et gestion des ressources du système)
- Find N2 : Oppo arrive sur le marché des smartphones pliables au format 20:9. Le constructeur est un des rares à garantir 4 années de mises à jour d'Android.

## Partenariats
En 2010, pour le lancement de la marque en Thaïlande OPPO a conclu un partenariat avec le groupe de K-POP 2PM avec leur chanson Follow Your Soul.
En juin 2015, la marque a signé un accord avec le FC Barcelone pour devenir un partenaire officiel du club de football espagnol. En août 2017 la marque a commercialisé une édition spéciale du OPPO R11 aux couleurs du club.
La marque a lancé en Chine la même année, en partenariat avec la marque de luxe Guerlain une édition spéciale du OPPO R11 en rouge.
OPPO est partenaire officiel de l'équipe d'Inde de cricket depuis avril 2017 une édition spéciale du OPPO F3 nommée BCCI Edition Limitée fut lancée. Cette édition du téléphone est décorée du logo de la BCCI ainsi que des autographes de Virat Kohli, Dhoni et Ravichandran Ashwin à son dos. Un nombre limité de téléphones a été vendu via une vente aux enchères.
En octobre 2018, OPPO a mis en vente une édition spéciale 512 Go de l'OPPO Find X avec un dos composé de fibres de carbone aux couleurs du constructeur de voitures Lamborghini.
OPPO en France en 2019 est partenaire avec le tournoi de tennis Roland Garros et en août 2019 avec le festival musical Rock en Seine. Au Royaume-Uni, la marque est partenaire du tournoi de tennis de Wimbledon.

## Recherche et développement
Le 4 avril 2018, OPPO a annoncé la création de son institut de recherche, l'OPPO Research Institute, il est chargé d'effectuer un travail de pré-recherche et de définir les domaines de recherche et développement.
Le siège de l'Institut de recherche OPPO, basé à Shenzhen, dirige l'Institut de recherche de Beijing (5G), l'Institut de recherche de Shanghai (Intelligence Artificielle), l'Institut de recherche de Shenzhen (ColorOS), l'Institut de recherche de Dongguan (Hardware), l'Institut de recherche de Yokohama (Photo) et l'Institut des États-Unis (Silicon Valley).
OPPO collabore avec différentes universités à travers le monde. Pour la recherche en 5G, OPPO s'est associé avec l'Université de New York et avec l'Université de technologie de Pékin ainsi que de l'Institut des postes et télécommunications de Pékin et de l'Académie de l'information et des technologies de communications de Chine. Pour la recherche dans l'intelligence artificielle, la société a lié un partenariat avec l’Université de Stanford le OPPO-Stanford Collaboration Lab (Laboratoire de collaboration OPPO-Stanford).

### Usines
OPPO possède neuf usines à travers le monde :
- six usines en Chine :
  - trois usines à Shenzhen dont le SMT Center où l'entreprise fabrique ses cartes mères[25],
  - une usine à Dongguan,
  - les deux autres à Chengdu et à Chongqing ;
- une usine en Indonésie à Tangerang[26] ;
- deux autres en Inde à Greater Noida[27], la seconde ayant ouvert en mars 2018.

OPPO construit actuellement une nouvelle usine en Algérie.
OPPO fabrique également des téléphones OnePlus dans certaines de ces usines notamment en Inde.